# Koeficijent vezivanja
U matematici koeficijent vezivanja je numerička invarijanta koja opisuje vezivanje dve zatvorene krive u trodimenzionalnom prostoru. Intuitivno, koeficijent vezivanja je broj obavijanja svake krive oko druge. Koeficijent vezivanja je uvek ceo broj, koji može da bude pozitivan ili negativan u zavisnosti od orijentacije dve krive.
Koeficijent vezivanja je uveo Gaus u obliku integrala vezivanja. On je važan koncept u teoriji grafova, algebarskoj topologiji, i diferencijalnoj geometriji. On nalazi brojne primene u matematici i nauci, uključujući kvantnu mehaniku, elektromagnetizam, i studiranje DNK supernamotavanja.

## Literatura
- A.V. Chernavskii (2001). „Linking coefficient”.  Ур.: Hazewinkel, Michiel. Encyclopedia of Mathematics. Springer. ISBN 978-1-55608-010-4.
- Hazewinkel, Michiel, ур. (2001). „Writhing number”. Encyclopedia of Mathematics. Springer. ISBN 978-1-55608-010-4.